# آرثر مورغان
آرثر مورغان (بالإنجليزية: Arthur Morgan)‏ هو صحفي ومُحرِّر وسياسي أسترالي، ولد في 1881 في وارويك في أستراليا، وتوفي في 2 أغسطس 1957. حزبياً، نشط في Nationalist Party (Australia) ‏. وقد انتخب عضو مجلس النواب الأسترالي عن دائرة Division of Darling Downs ‏ (12 أكتوبر 1929 – 19 ديسمبر 1931).